# Trithuria submersa
Trithuria submersa är en näckrosart som beskrevs av Joseph Dalton Hooker. Trithuria submersa ingår i släktet Trithuria och familjen Hydatellaceae. Inga underarter finns listade i Catalogue of Life.